# Collette Roche
Collette Roche (1974. október –) brit üzletasszony, a Manchester United műveleti igazgatója. Sok humánerőforrási pozíciót is betöltött nagy cégeknél, mielőtt egyike lett azon kevés nőknek, akik vezetőségi posztot töltenek be a Premier League-ben.
Nagy-Britannia 25 legbefolyásosabb nője közé választotta a Vogue.

## Pályafutása
Roche Lancashire-ben nőtt fel, a Lancasteri Egyetemen tanult üzletvezetést, 1997-ben végzett. Tanulmányai után a Ford Motor Companynál dolgozott Dagenhamben, munkavállalói kapcsolati pozícióban. 1999-ben a Siemensnél kezdett el dolgozni, ahol 2002-ig volt humánerőforrási igazgató, mikor a United Utilities egyik humánerőforrási menedzsere lett, majd később az erőforrási és tehetségi igazgató, illetve a humánerőforrási igazgató posztokat is betöltötte. Ezt követően nyolc évet töltött a Manchester Airport Groupnál helyettes vezérigazgatóként és ügyvezető igazgatójaként.
2018 tavaszán kinevezték a Manchester United műveleti igazgatójának.

### Áttekintés
- 1997–1999: Ford Motor Company – Munkavállalói kapcsolati igazgató
- 1999–2002: Siemens Information Systems Ltd – humánerőforrási igazgató
- 2002–2010: United Utilities
  - 2002–2007: humánerőforrási menedzser
  - 2007–2008: erőforrási és tehetségi igazgató
  - 2009–2010: humánerőforrási igazgató
- 2010: Connaught PLC – humánerőforrási igazgató
- 2010–2018: Manchester Airport Group
  - 2010–2015: humánerőforrási, IT és átalakítási igazgató
  - 2015–2016: helyettes vezérigazgató
  - 2016–2018: ügyvezető igazgató
- 2014–2017: Manchesteri Városi Egyetem – igazgató
- 2014–2020: JW Lees Brewery – nem-ügyvezető igazgató
- 2016–2018: Northern Powerhouse Partnership – elnökségi tag
- 2017–2020: Brit Kereskedelmi Bizottság tanácsadója
- 2018–napjainkig: Manchester United – műveleti igazgató
- 2023–napjainkig: Manchester United Foundation – bizottsági elnök

## Elismerések
- Business Insider: 31. a Women 100 listán (2015)[10]
- Manchester Evening News: 100 inspiráló nő Greater Manchesterből (2017)[11]
- Vogue: Nagy-Britannia 25 legbefolyásosabb nője (2018)[2][3]